# Пыровци
Пыровци (болг. Пъровци) — село в Болгарии. Находится в Великотырновской области, входит в общину Велико-Тырново. Население составляет 25 человек (2022).

## Политическая ситуация
Пыровци подчиняется непосредственно общине и не имеет своего кмета.
Кмет (мэр) общины Велико-Тырново — Румен Рашев (независимый) по результатам выборов в правление общины.